# Historia Żydów w Kaliszu

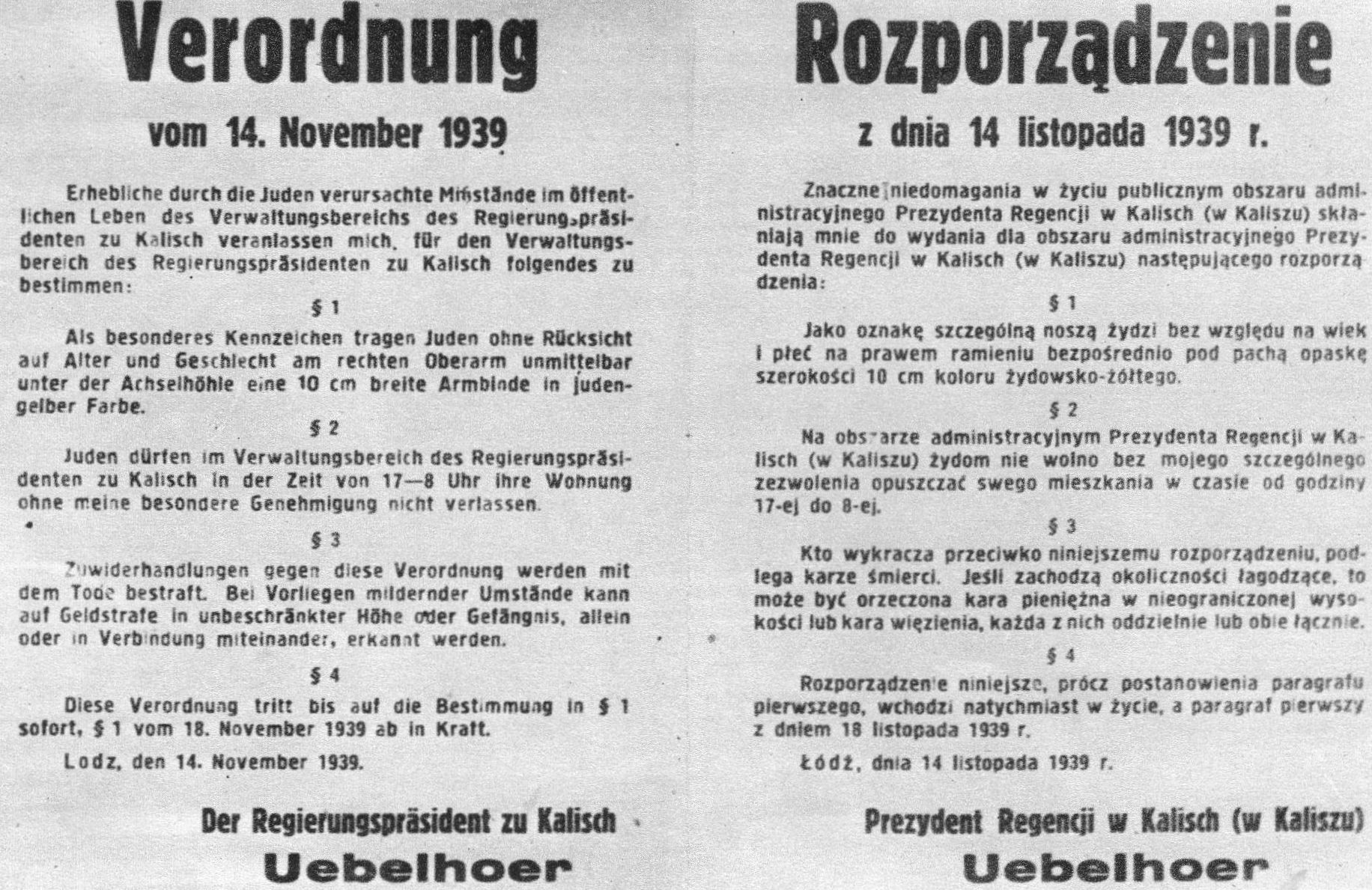
Plakat niemieckich władz okupacyjnych z 1939 r. informujący o znakowaniu Żydów i zakazie opuszczania przez nich domów po godz. 17.00

Historia Żydów w Kaliszu – osiedlenie się społeczności żydowskiej w Kaliszu nastąpiło w 1139. Pierwszy w Kaliszu cmentarz żydowski założono w 1285 roku. Czynsz za cmentarz opłacany był przez gminę żydowską pieprzem, szafranem i innymi korzeniami. O zamożności i wpływach kaliskich Żydów świadczy także fakt, iż w II połowie XII i na początku XIII w. w Kaliszu bito denary z napisami hebrajskimi.
Począwszy od XIII w. kaliska gmina wyznaniowa przeniosła się do południowej części miasta lokacyjnego w sąsiedztwo muru miejskiego.
W 1264 roku książę wielkopolski Bolesław Pobożny nadał Statut kaliski – przywilej immunitetowy, określający w punktach kwestie dla Żydów szczególnie istotne.
W połowie XIV w. istniała w Kaliszu „dzielnica żydowska”, której centralnym punktem była synagoga. Zezwolenie na jej budowę wydał król Kazimierz Wielki w 1358 roku – pierwsza synagoga była zapewne drewniana. Dopiero w 1659 roku gmina wykupiła plac na tzw. Rozmarku, gdzie postawiono synagogę murowaną. Pierwszym wiadomym z imienia kaliskim rabinem był niejaki Michoel (1427 rok). Innymi znanymi rabinami tego okresu byli: Salomon Zalman (1639–1643), Jisroel Szapiro – założyciel jesziwy, Juda ben Nissan i Abraham Abel Gombiner (1656–1683) autor komentarzy do „Szulchan aruch”.
Gmina żydowska w Kaliszu należała do najznaczniejszych w Koronie Królestwa Polskiego, a rabini Kalisza stali na czele Sejmu Czterech Ziem (1581–1764).
Według spisu dokonanego przez Prusaków w 1793 r. mieszkańcy dzielnicy żydowskiej żyli głównie z handlu i rzemiosła. Żydzi zamieszkiwali w obrębie ulic Złotej i Garbarskiej z zaułkami, żyli w 91 domach, a gmina posiadała synagogę, przytułek i koszerne jatki.
W 1804 roku mieszkało w Kaliszu 2113 Żydów (30% ludności miasta), a w 1827 roku – 12 107. Wyznaczono wówczas w Kaliszu „dzielnicę żydowską” i od 1828 roku Żydzi mogli mieszkać jedynie w jej obrębie. Jednak na mocy specjalnych zezwoleń dwadzieścia trzy domy poza wyznaczoną dzielnicą były własnością żydowską. W 1836 roku otwarto żydowski szpital, a w 1875 roku szkołę żydowską z językiem rosyjskim. W 1852 roku wybuchł pożar, spłonęło 157 domów właścicieli żydowskich i 12 chrześcijańskich. Zagładzie uległa również stara synagoga. Odbudowano świątynię, ale nie dorównała ona poprzedniej. Jednym z najwybitniejszych rabinów kaliskich XIX w. był Cwi Hirsz Chajes, wybrany na rabina w roku 1852, twórca kilku znaczących rozpraw talmudycznych oraz studium o filozofii Majmonidesa.

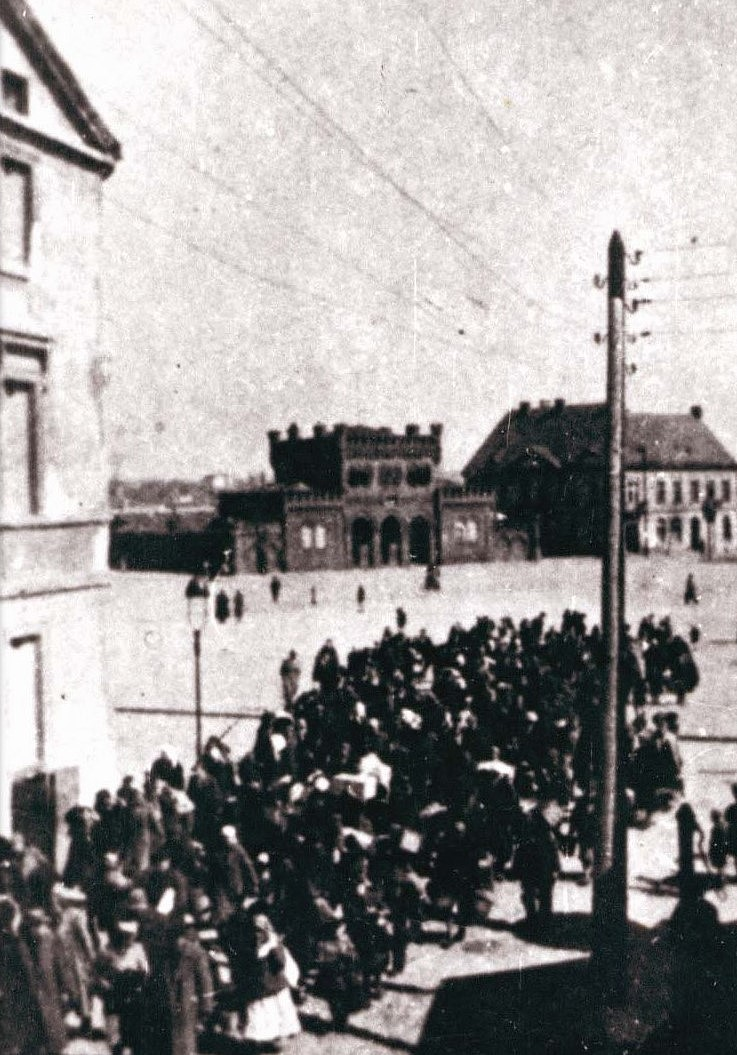
Deportacja żydowskich mieszkańców Kalisza (1940)

Do 1939 roku w Kaliszu działał klub sportowy Makabi Kalisz (wcześniej jako Żydowskie Towarzystwo Gimnastyczno-Sportowe "Makabi"), a w latach 30. XX wieku także jedyny żydowski klub wioślarski będący członkiem Polskiego Związku Towarzystw Wioślarskich – Klub Wioślarski z roku 1930.
Kres historii kaliskich Żydów przyniósł wybuch II wojny światowej we wrześniu 1939 roku. Część ludności żydowskiej Kalisza ruszyła pieszo do pobliskich miasteczek – Koźminka, Opatówka, Błaszek. Zamożniejsi udali się do Łodzi i Warszawy. Co najmniej 20% żydowskich mieszkańców opuściło miasto. W Kaliszu w październiku 1939 roku na polecenie Niemców utworzono 25-osobową Radę Żydów z Gerszonem Hahnem jako przewodniczącym. Jednym z jej pierwszych zadań było przeprowadzenie spisu pozostałych w mieście Żydów, których szacowano na 18 tys. 7 listopada zostaje oficjalnie utworzone getto. Trzy dni później wyruszają pierwsze przesiedlenia. Zimą 1939/1940 większość Żydów kaliskich wywieziono do Litzmannstadt Ghetto i obozów pracy (między innymi w Grodźcu). 27 i 28 października 1940 Niemcy, pod pretekstem leczenia sanatoryjnego, wywieźli starszych i chorych Żydów do Lasu Krążel, którzy tam ponieśli śmierć. Wywózki trwały również przez cały rok 1941 (część Żydów skierowano do obozu zagłady w Chełmnie nad Nerem). Na wiosnę 1942 roku w getcie pozostawało 150 osób, które zostały wysiedlone do Łodzi. W dniach 4–6 lipca 1942 Niemcy zlikwidowali ostatecznie kaliskie getto. 
Po wyzwoleniu Kalisza (23 stycznia 1945) wiosną tego roku powołano Komitet Żydowski. Do 1950 roku zarejestrowało się w nim 2225 osób.